# Julian Priester

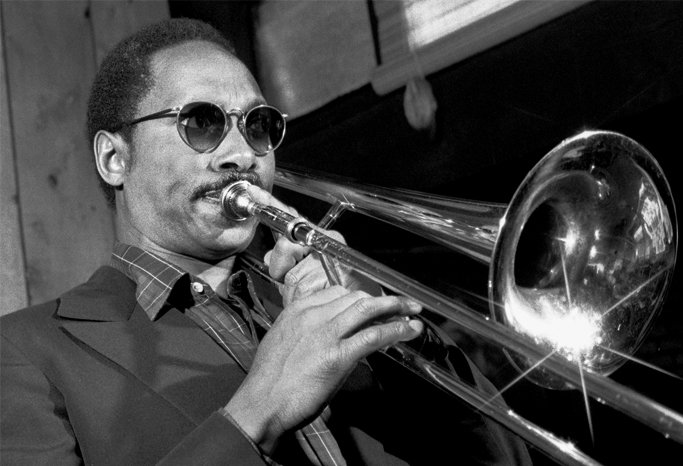
Julian Priester 1987

Julian Anthony Priester (* 29. Juni 1935 in Chicago, Illinois) ist ein amerikanischer Jazzmusiker (Posaune, Komposition).

## Leben und Wirken
Priester hatte zunächst im Alter von 10 Jahren ein Jahr lang Klavierunterricht. Später studierte er, gefördert durch Walter Dyett, Baritonhorn und Posaune an der Du Sable High School. Seine ersten Einflüsse waren J. J. Johnson und andere Bebop-Musiker. Er begann als Bluesmusiker, spielte 1953 und 1954 bei Sun Ra (Super-Sonic Jazz), 1956 bei Lionel Hampton und 1957/58 bei Dinah Washington. Im Sommer 1958 zog er nach New York City, wo er mit Slide Hampton spielte. Zwischen 1959 und 1965 war er Mitglied der Band von Max Roach und war an dessen Freedom Now Suite beteiligt. 1960 nahm er bereits zwei Schallplatten unter eigenem Namen auf; 1961 wurde er im Down-Beat-Poll als neues Talent ausgezeichnet. Er wurde nun auch von Ray Charles, Johnny Griffin, Philly Joe Jones, McCoy Tyner, Cal Tjader, Billy Harper, Eric Dolphy und John Coltrane (Africa/Brass 1961) zu Aufnahmen herangezogen. 1961 wirkte er bei den letzten Aufnahmen Booker Littles vor seinem frühen Tod mit (Booker Little and Friend). 1966 spielte er bei Clark Terry auf dem Newport Jazz Festival, arbeitete dann bei Art Blakey, bevor er 1969/70 im Orchestra von Duke Ellington tätig war. Zwischen 1970 und 1973 gehörte er zum Sextett von Herbie Hancock, mit dem er in Nordamerika und Europa auf Tour ging. Dann zog er nach San Francisco, wo er (auch zwei Platten dokumentiert) eigene Gruppen leitete und intensiver mit elektronischen Klangeffekten experimentierte. Er trat zudem mit Stanley Cowell, mit Red Garland, mit Eddie Harris und mit der Concert Jazz Band von George Gruntz auf. 1982 bis 1985 gehörte er neben Kenny Wheeler dem Quintett von Dave Holland an. Anschließend lehrte er bis Anfang der 1990er Jahre am Cornish College in Detroit. Daneben spielte er (neben Don Cherry) im Sun Ra Arkestra, weiterhin in Lester Bowies New York Organ Ensemble und im Liberation Music Orchestra von Charlie Haden. Weiterhin trat er auch mit Jay Clayton, Jane Ira Bloom, Anthony Braxton, Chick Corea, Jerry Granelli oder Reggie Workman auf.